# Barbara Kulcsar
Barbara Kulcsar (anhörenⓘ; * 26. Februar 1971 in Zürich) ist eine schweizerisch-ungarische Filmregisseurin und Drehbuchautorin.

## Biografie
Barbara Kulcsar wurde als Tochter ungarischer Flüchtlinge in Zürich geboren und wuchs dort auf. Nach der Matura besuchte sie die Schauspielschule in Budapest, studierte spanische Literatur in Barcelona sowie Soziologie und Filmwissenschaften an der Universität Zürich. 1999 schloss sie ein Filmstudium ab an der Hochschule für Gestaltung und Kunst Zürich.
Barbara Kulcsar lebt mit ihrem Mann, dem Filmproduzenten HC Vogel und den zwei gemeinsamen Söhnen in Zürich.

## Beruf
Kulcsars Abschlussfilm wurde mehrfach preisgekrönt, ihr Spielfilmdebüt zu zweit gewann den Zürcher Filmpreis, Linda Olsansky wurde für den Schweizer Filmpreis als beste Hauptdarstellerin nominiert. 2011 drehte sie den Fernsehspielfilm Nebelgrind, der für den 3sat-Zuschauerpreis nominiert und im Wettbewerb des Fernsehfilmfestivals Baden-Baden gezeigt wurde. Hauptdarsteller Peter Freiburghaus erhielt den Schweizer Fernsehfilmpreis. Ihr 2013 gedrehter Fernsehspielfilm Kursverlust wurde ebenfalls für den 3sat-Zuschauerpreis nominiert und im Wettbewerb des Fernsehfilmfestivals Baden-Baden gezeigt.
Für den 2017 gedrehten Fernsehspielfilm Zwiespalt ist Barbara Kulcsar am Fernsehfilmfestival Baden-Baden mit dem Fernsehfilmpreis der Deutschen Akademie der Darstellenden Künste ausgezeichnet worden. 2018 drehte Kulcsar drei Folgen der Fernsehserie Der Bestatter, sowie eine Episode der deutschen Kriminalfilmreihe Tödliche Geheimnisse, 2019 einen Tatort für den SWR, 2020 den ersten Tatort Bremen mit neuem Team.
2021 drehte sie die Schweizer Kinokomödie Die goldenen Jahre die ihre Weltpremiere 2022 am 18. Zurich Film Festival feierte und im Januar 2023 am Palm Springs International Film Festival ihre Nordamerikanische Premiere hatte. Der Schauspieler Ueli Jäggi wurde für seine Darstellung des Heinz für den Schweizer Filmpreis 2023 als bester Nebendarsteller nominiert.

## Filmografie
- 1999: Blush (Kurzfilm)
- 2003: Sunntig (Kurzfilm)
- 2007: Der Agent
- 2007: Die Endabrechnung
- 2010: Zu Zweit
- 2012: Nebelgrind
- 2013: Kursverlust
- 2017: Zwiespalt
- 2018: Der Bestatter (3 Episoden)
- 2018: Tödliche Geheimnisse – Das Versprechen
- 2020: Tatort: Rebland
- 2021: Tatort: Neugeboren
- 2022: Die goldenen Jahre

## Auszeichnungen
- 2017 Fernsehfilmpreis der Deutschen Akademie der Darstellenden Künste am Fernsehfilm Festival Baden-Baden für Zwiespalt[4]
- 2010 Zürcher Filmpreis, Bester Film für Zu Zweit
- 2000 Palm Springs International Short Filmfestival, Bester Kurzfilm für Blush
- 2000 Filmfestival Max Ophüls Preis, Nomination Bester Kurzfilm für Blush
- 2000 Schweizer Filmpreis, Nomination Bester Kurzfilm, Blush